# موریس سو
موریس سو (به فرانسوی: Maurice Scève) شاعر قرن شانزدهم میلادی اهل فرانسه است.